# Serra de Jabitacá
A Serra de Jabitacá é uma serra localizada no distrito de Jabitacá, em Iguaracy, em Pernambuco, no Brasil. Faz parte do Alto Pajeú, no Planalto da Borborema. Faz divisa com as cidades de Monteiro e Sertânia.

## Etimologia
No livro História da Paraíba, o historiador Coriolano de Medeiros acreditava que tal termo indígena proviesse de iapi-tacá, que significaria "nascente de difícil acesso".

## Características
Jabitacá é um dos maiores maciços da Borborema, visto que tal contraforte tem altitudes que beiram os mil metros, vegetação de mata de caatinga e clima quente e seco.
É nessa serra que se origina o maior rio a leste do Nordeste Oriental, o rio Paraíba, cuja extensão total chega a pouco mais de 380 quilômetros. A vertente mais alta do rio Paraíba, que nasce com o nome de rio do Meio, apresenta uma altitude de 1 079 metros, no pico da Bolandeira.